# Измайловка (могильник)
Измайловка — комплекс древних курганов на территории Уланского района Восточно-Казахстанской области РК. Расположен в 7 км к северо-западу от села Бескудык.
В 1980—1982 гг. исследован Шульбинской археологической экспедицией. В её ходе было найдено около 30 предметов, позволивших отнести захоронения к переходному периоду от эпохи бронзы к раннему железному веку.
Захоронения либо представляют собой каменные ящики, в которые погребённых укладывали головой на запад, либо имеют более сложную конфигурацию.
Основной находкой является орнаментированная керамическая посуда с элементами, характерными для памятников Бегазы-Дандыбаевской культуры Центрального Казахстана и карасукской культуры Южной Сибири. В числе других предметов — конская сбруя, а также наконечники стрел, различные шила, точильные камни и др. Найденные предметы датируются IX—VII вв. до н. э.